# إدريس
إِدْرِيس نبي من أنبياء الله. وَهو أَوَّلُ بَنِي آدَمَ أُعْطِيَ النُّبُوَّةَ بَعْدَ آدَمَ وَشِيثَ بحسب التقاليد الدينيّة.

## نسبه
في التوراة هو «أخنوخ» بن يارد بن مهلائيل بن قينان بن أنوش بن شيث بن آدم كما في سفر التكوين.
وقيل هو إدريس بن يارد بن مهلائيل وينتهي نسبه إلى شيث بن آدم واسمه عند العبرانيين (خنوخ) وفي الترجمة العربية (أخنوخ) وهو من أجداد نوح.
ذكر ابن الجوزي نسبه الكامل: إدريس عَلَيْهِ السَّلام واسمه خنوخ بْن يارد بْن مهلائيل بْن قينان بْن أنوش بْن شيث بْن آدَم. قَالَ الزُّبَيْر بْن بكار: وَهُوَ إدريس بْن اليارد بْن مهلائيل بْن قينان بْن الطاهر بْن هبه، وَهُوَ شيث بْن آدَم، وإنما قيل لَهُ إدريس لأنه أول من درس الوحي المكتوب.

## إدريس في الإسلام
ذكره القرآن باسمه في سورة مريم، الآيتين 56 و57 حيث قال تعالى: ﴿وَاذْكُرْ فِي الْكِتَابِ إِدْرِيسَ إِنَّهُ كَانَ صِدِّيقًا نَبِيًّا ۝٥٦ وَرَفَعْنَاهُ مَكَانًا عَلِيًّا ۝٥٧﴾.
«إدريس» هو أحد الأنبياء الذين أخبر الله عنهم في القرآن حيث ذكر صراحة أنه نبي. وهو ممن يجب الإيمان بهم تفصيلاً أي يجب اعتقاد نبوته على سبيل القطع والجزم لأن القرآن قد ذكره بالإسم وحدّث عن شخصيته فوصفه بالنبوة والصديقية. وهو أول بني آدم أُعطي النبوة بعد آدم وشيث، وذكر ابن إسحاق أنه أول من خطَّ بالقلم وقد أدرك من حياة آدم ثلاثمئة سنة وثماني سنين. وقد قال طائفة من الناس أنه المُشار إليه في حديث معاوية بن الحكم السلمي لما سأل الرسول محمد عن الخط بالرمل فقال: «قد كان نبيٌّ مِن الأنبياءِ يخُطُّ فمَن وافَق خطَّه فذاك».
تحدث النبي محمد عن لقاءه «إدريس» في السماء الرابعة أثناء المعراج في رحلة الإسراء والمعراج.

### هل إدريس هوإلياس
ذهب بعض العلماء من الصحابة ومن بعدهم إلى أنهما -أي إلياس وإدريس- اسمان لنبي واحد، وأن إلياس هو إدريس وإدريس هو إلياس، قال 
| إدريس | قال البخاري ويذكر عن ابن مسعود وابن عباس أن إلياس هو إدريس واستأنسوا. في ذلك بما جاء في حديث الزهري عن أنس في الإسراء أنه لما مر به أي بإدريس قال له مرحباً بالأخ الصالح والنبي الصالح ولم يقل، كما قال آدم وإبراهيم مرحباً بالنبي الصالح والابن الصالح قالوا فلو كان في عمود نسبه لقال له كما قالا له. | إدريس |

 وهذا ما ذهب إليه الضحاك بن مزاحم وحكاه قتادة بن دعامة ومحمد بن إسحاق.
وكان عبد الله بن مسعود يقرأ ﴿سَلَامٌ عَلَى إِلْ يَاسِينَ ۝١٣٠﴾ [الصافات:130] فيقول: ﴿سَلامٌ عَلى إدْرَاسِينَ﴾، وكان يقول: إلياس هو إدريس، ويقرأ: «وَإِنَّ إدْرِيسَ لَمِنَ الْمُرْسَلِينَ»، ثم يقرأ على ذلك: «سَلامٌ عَلَى إدْرَاسِينَ»، كما قرأ الآخرون: (سَلامٌ عَلَى إِلْ يَاسِينَ) بقطع الآل من ياسين.
وقد رجح ابن كثير أنهما مختلفان وأن إلياس ليس هو إدريس، فقال: والصحيح أنه غيره كما تقدم.

### ولادته وعمره
وقد اختلف العلماء في مولده ونشأته، قال بعضهم إنه ولد في فلسطين وقال بعضهم إن «إدريس» ولد ببابل، وقال آخرون إنه ولد بمصر وقيل غير ذلك. وقد أخذ في أول عمره بعلم شيث بن آدم، وقد أدرك من حياة آدم 308 سنوات لأن آدم عمر طويلا زهاء ألف سنة. ولما كبر آتاه الله النبوة فنهى المفسدين من بني آدم عن مخالفتهم شريعة آدم وشيث فأطاعه نفر قليل، وخالفه جمع غفير، فنوى الرحيل عنهم وأمر من أطاعه منهم بذلك فثقل عليهم الرحيل عن أوطانهم فقالوا له، وأين نجد إذا رحلنا مثل بابل؟ فقال: الله رزقنا هاهنا وهو رازقنا غيره، فخرج وخرجوا حتى وصلوا إلى أرض مصر فرأوا النيل فوقف على النيل وسبح الله، وأقام إدريس ومن معه يدعو الناس إلى الله وإلى مكارم الأخلاق.
وقد كانت مدة إقامة «إدريس» في الأرض ما يقارب ال800 سنة ثم رفعه الله إليه كما ذكر القرآن ﴿وَرَفَعْنَاهُ مَكَانًا عَلِيًّا ۝٥٧﴾.

### أعماله
وكانت له مواعظ وآداب فقد دعا إلى دين الله، وإلى عبادة الخالق جل وعلا، وتخليص النفوس من العذاب في الآخرة، بالعمل الصالح في الدنيا وحض على الزهد في هذه الدنيا الفانية الزائلة، وأمرهم بالصلاة والصيام والزكاة وغلظ عليهم في الطهارة من الجنابة، وحرم المسكر من كل شيء من المشروبات وشدد فيه أعظم تشديد وقيل إنه كان في زمانه 72 لسانا يتكلم الناس بها وقد علمه الله منطقهم جميعا ليعلم كل فرقة منهم بلسانهم. وهو أول من علم السياسة المدنية، ورسم لقومه قواعد تمدين المدن، فبنت كل فرقة من الأمم مدنا في أرضها وأنشئت في زمانه 188 مدينة. ويعتقد بأنه أول من خط بالقلم ودون الصحف التي أنزلت عليه من الله وأنه أول من خاط الثياب البيض ولبسها وكان قبلها يلبسون الجلد.

### وفاته

#### عند أهل السنة والجماعة
وقد اُختلف في موته، فعن ابن وهب، عن جرير بن حازم، عن الأعمش، عن شمر بن عطية، عن هلال بن يساف قال: سأل ابن عباس كعبا وأنا حاضر فقال له: ما قول الله لإدريس ﴿وَرَفَعْنَاهُ مَكَانًا عَلِيًّا ۝٥٧﴾ [مريم:57]؟ فقال كعب: أما «إدريس» فإن الله أوحى إليه: أني أرفع لك كل يوم مثل جميع عمل بني آدم - لعله من أهل زمانه - فأحب أن يزداد عملا، فأتاه خليل له من الملائكة، فقال له: إن الله أوحى إلي كذا وكذا فكلم ملك الموت حتى أزداد عملا، فحمله بين جناحيه ثم صعد به إلى السماء، فلما كان في السماء الرابعة تلقاه ملك الموت منحدرا، فكلم ملك الموت في الذي كلمه فيه «إدريس»، فقال: وأين "إدريس؟ قال: هو ذا على ظهري، فقال ملك الموت: يا للعجب! بعثت وقيل لي اقبض روح «إدريس» في السماء الرابعة، فجعلت أقول: كيف أقبض روحه في السماء الرابعة وهو في الأرض؟! فقبض روحه هناك. فذلك قول الله عز وجل ﴿وَرَفَعْنَاهُ مَكَانًا عَلِيًّا ۝٥٧﴾ [مريم:57]. ورواه ابن أبي حاتم عند تفسيرها. وعنده فقال لذلك الملك سل لي ملك الموت كم بقي من عمري؟ فسأله وهو معه: كم بقي من عمره؟ فقال: لا أدري حتى انظر، فنظر فقال إنك لتسألني عن رجل ما بقي من عمره إلا طرفة عين، فنظر الملك إلى تحت جناحه إلى «إدريس» فإذا هو قد قبض وهو لا يشعر. وهذا من الإسرائيليات، وفي بعضه نكارة.
وقول ابن أبي نجيح عن مجاهد في قوله: ﴿وَرَفَعْنَاهُ مَكَانًا عَلِيًّا ۝٥٧﴾ قال: «إدريس» رفع ولم يمت كما رفع عيسى. إن أراد أنه لم يمت إلى الآن ففي هذا نظر، وإن أراد أنه رفع حيا إلى السماء ثم قبض هناك. فلا ينافي ما تقدم عن كعب الأحبار.
وقال العوفي عن ابن عباس في قوله: ﴿وَرَفَعْنَاهُ مَكَانًا عَلِيًّا ۝٥٧﴾ [مريم:57]: رفع إلى السماء السادسة فمات بها، وهكذا قال الضحاك. والحديث المتفق عليه من أنه في السماء الرابعة أصح، وهو قول مجاهد وغير واحد. وقال الحسن البصري في قوله تعالى ﴿وَرَفَعْنَاهُ مَكَانًا عَلِيًّا ۝٥٧﴾ [مريم:57] قال: إلى الجنة، وقال قائلون رفع في حياة أبيه يرد بن مهلاييل. وقد زعم بعضهم أن «إدريس» لم يكن قبل نوح بل في زمان بني إسرائيل.
قال البخاري: ويذكر عن ابن مسعود وابن عباس أن إلياس هو «إدريس»، واستأنسوا في ذلك بما جاء في حديث الزهري عن أنس في الإسراء: أنه لما مر به قال له مرحبا بالأخ الصالح والنبي الصالح، ولم يقل كما قال آدم وإبراهيم: مرحبا النبي الصالح والابن الصالح، قالوا: فلو كان في عمود نسبه لقال له كما قالا له.
وهذا لا يدل ولابد، قد لا يكون الراوي حفظه جيدا، أو لعله قاله على سبيل الهضم والتواضع، ولم ينتصب له في مقام الأبوة كما انتصب لآدم أبي البشر، وإبراهيم الذي هو خليل الرحمن، وأكبر أولي العزم بعد محمد صلوات الله عليهم أجمعين.

#### عند الإمامية
روى القمي: وقوله: (واذكر في الكتاب إدريس انه كان صديقا نبيا ورفعناه مكانا عليا) فإنه حدثني أبي عن محمد بن أبي عمير عمن حدثه عن أبي عبد الله قال: ان الله تبارك وتعالى غضب على ملك من الملائكة فقطع جناحه وألقاه في جزيرة من جزائر البحر فبقي ما شاء الله في ذلك البحر فلما بعث الله إدريس عليه السلام جاز ذلك الملك إليه فقال: يا نبي الله ادع الله ان يرضى عنى ويرد علي جناحي، قال نعم فدعا إدريس فرد الله عليه جناحه ورضي عنه قال الملك لإدريس ألك إلي حاجة قال: نعم أحب أن ترفعني إلى السماء حتى أنظر إلى ملك الموت فإنه لا عيش لي مع ذكره، فأخذه الملك على جناحه حتى انتهى به إلى السماء الرابعة فإذا ملك الموت يحرك رأسه تعجبا فسلم إدريس على ملك الموت وقال له: مالك تحرك رأسك؟ قال: إن رب العزة أمرني ان اقبض روحك بين السماء الرابعة والخامسة فقلت: يا رب وكيف هذا وغلظ السماء الرابعة مسيرة خمسمائة عام ومن السماء الرابعة إلى السماء الثالثة مسيرة خمسمائة عام ومن السماء الثالثة إلى الثانية خمسمائة عام وكل سماء وما بينهما كذلك فكيف يكون هذا ثم قبض روحه بين السماء الرابعة والخامسة وهو قوله (ورفعناه مكانا عليا) قال: وسمي إدريس لكثرة دراسته الكتب..]
نقل تفسير نور الثقلين: في الكافي علي بن إبراهيم عن أبيه عن عمرو بن عثمان عن مفضل بن صالح عن جابر عن أبي جعفر عليه السلام قال: قال رسول الله صلى الله عليه وآله: أخبرني جبرئيل ان ملكا من الملائكة كانت له عند الله منزلة عظيمة فتعتب عليه فأهبطه من السماء إلى الأرض، فأتى إدريس عليه السلام فقال له: ان لك من الله منزلة فاشفع لي عند ربك، فصلى ثلاث ليال لا يفتر وصام أيامها لا يفطر، ثم طلب إلى الله عز وجل في السحر في الملك، فقال الملك: انك قد أعطيت سؤلك وقد أطلق الله لي جناحي وانا أحب ان أكافيك فاطلب إلى حاجة، فقال تريني ملك الموت لعلى آنس به فإنه ليس يهنيني مع ذكره شئ. فبسط جناحه ثم قال: اركب فصعد به يطلب ملك الموت في السماء الدنيا، فقيل له: اصعد فاستقبله بين السماء الرابعة والخامسة، فقال الملك: يا ملك الموت مالي أراك قاطبا؟ قال: العجب انى تحت ظل العرش حيث أمرت ان أقبض روح آدمي بين السماء الرابعة والخامسة؟ فسمع إدريس عليه السلام فامتعض فخر من جناح الملك فقبض روحه مكانه وقال الله عز وجل: ورفعناه مكانا عليا.

## من أقواله وحكمه
وقد اشتهر بالحكمة فمن حكمه قوله:[بحاجة لمصدر]
- «خير الدنيا حسرة، وشرها ندم».
- «السعيد من نظر إلى نفسه، وشفاعته عند ربه أعماله الصالحة».
- «الصبر مع الإيمان يورث الظفر».

## إدريس في ديانة الصابئة المندائيون
يعتقد أنه دنانوخ الوارد ذكره في كتاب الصابئة المقدس وأنه نفسه أخنوخ الوارد ذكره في الكتاب المقدس.
والصابئة كلمة أصلها من الفعل الآرامي المندائي مصبتا، أي صبغ أو اغتسل، وتدل على التطهر والنقاء، الاسم هذا هو اسم أقدم ديانة سماوية توحيدية وهي ديانة الله الأولى التي أنزلت على نبيه ورسوله آدم[وفقًا لِمَن؟]. لهم كتابهم المنزل الذي يسمى جنزا ربا أي الكنز العظيم، ويعتبر النبي «دنانوخ ادريس» رابع انبياء الصابئة، حيث لهذه الديانة الموحدة سبعة أنبياء هم: آدم، شيتل بن آدم أو شيث، آنوش، نوح، سام بن نوح، «دنانوخ ادريس» وآخرهم يحيى بن زكريا عليهم السلام. حيث يسمى بهذه الديانة الموحدة بـ«دنانوخت» أو «دنانوخ»، ولمكانة «النبي ادريس» وابنه مكانة مميزة بهذه الديانة السماوية حيث ترد نصوص كثيرة حول حياته بكتاب جنزاربا الكنز العظيم صحف الأنبياء وفي الكتب والمخطوطات الأخرى.

## وصلات خارجية
- موقع موسوعة العيون المعرفية للكتب المندائية.

| إدريس    |                           |          |
| سبقه آدم | الأنبياء في الإسلام إدريس | تبعه نوح |